# Céré-la-Ronde
Céré-la-Ronde – miejscowość i gmina we Francji, w Regionie Centralnym, w departamencie Indre i Loara.
Według danych na rok 1990 gminę zamieszkiwało 435 osób, a gęstość zaludnienia wynosiła 9 osób/km² (wśród 1842 gmin Regionu Centralnego Céré-la-Ronde plasuje się na 732. miejscu pod względem liczby ludności, natomiast pod względem powierzchni na miejscu 97.).